# Mutějovice
Mutějovice är en ort i Tjeckien.   Den ligger i distriktet Okres Rakovník och regionen Mellersta Böhmen, i den nordvästra delen av landet, 50 km väster om huvudstaden Prag. Mutějovice ligger 389 meter över havet och antalet invånare är 779.
Terrängen runt Mutějovice är huvudsakligen platt, men norrut är den kuperad. Runt Mutějovice är det ganska tätbefolkat, med 65 invånare per kvadratkilometer. Närmaste större samhälle är Rakovník, 10,2 km söder om Mutějovice. Trakten runt Mutějovice består till största delen av jordbruksmark.